# Coalición del Norte
A aliança  com origem no norte argentino chamada Coalición del Norte foi formada  para combater as posições rosistas, entre 1839 e 1841.
Estava constituida pelas províncias independentes do norte argentino, incluindo inicialmente a Corrientes e a Santa Fe,  contando ainda com  o  exército uruguaio de Fructuoso Rivera e com a intervenção  da República separatista Riograndense.
Sua composição alterou-se conforme o vetor das forças na região.